# Roman Fuhrman
Roman Fiodorowicz Fuhrman ros. Роман Федорович Фурман (ur. 1784, zm. 1851) – tajny radca stanu Państwa Rosyjskiego, członek Rządu Tymczasowego Królestwa Polskiego (1831-1832), dyrektor główny prezydujący Komisji Rządowej Przychodów i Skarbu Królestwa Kongresowego w 1834 roku, zajmujący się m.in. finansowaniem inwestycji Kolei Warszawsko-Wiedeńskiej, stały członek Rady Administracyjnej i Warszawskich Departamentów Rządzącego Senatu.
Był organizatorem wywiadu Iwana Paskiewicza w Rzymie.